# Rudný
Rudný, nebo také Rudný vrch (německy Hopprich) je hora v Javořích horách dosahující nadmořské výšky 654 m, nacházející sevýchodně od horního konce vesnice Šonov. Německy se hora jmenuje Hopprich. Nezaměňovat však se 2 dalšími blízkými kopci stejného jména. Jeden je u obce Náchod a jmenuje se i česky Hoprich. Další je v blízkém Polsku, dnes hora Gardzień v pohoří Wzgórza Ścinawskie. Hora Rudný leží už spíše v podhůří Javořích hor, mimo hlavní hraniční hřeben. Celá hora se nachází v ČR.

## Hydrologie
Hora náleží do povodí Odry. Vody odvádějí přítoky Stěnavy, např. Šonovský potok.

## Vegetace
Vrchol hory je zalesněný, ale jinak je většina hory pokryta kosenými loukami (as. Trifolio-Festucetum rubrae) a pastvinami (sv. Cynourion), popř. přechody mezi těmito společenstvy. V minulosti byla hora zalesněna daleko méně, část luk byla osázena lesem, dnes jsou z toho často smrkové mlaziny.

## Ochrana přírody
Celá hora leží v CHKO Broumovsko.